# پری‌شاهرخ آدوبون
پری‌شاهرخ آدوبون (نام علمی: Icterus graduacauda) نام یک گونه از سرده پری‌شاهرخ بر جدید است.